# El cercle dels íntims
El cercle dels íntims (títol original: The Inner Circle) és una pel·lícula d'Andrei Mikhalkov-Kontxalovski en coproducció italo-estatunidenco-soviètica estrenada el 1991. Ha estat doblada al català.
que explica la història de l'operador privat de Ióssif Stalin i oficial del KGB Ivan Sanshin entre 1939 i 1953, l'any de la mort de Stalin. Sanshin és interpretat per Tom Hulce, i la pel·lícula presenta Lolita Davidovitch i Bob Hoskins. La pel·lícula es basa en una història veritable i és una producció estatunidenca, italiana i russa.
El cercle dels íntims va ser nominada al 42è Festival de Cinema Internacional de Berlín i el Nika Awards el 1993.

## Argument
L'operador de cinema del NKVD, Ivan Sanshin, és un dia al Kremlin per projectar pel·lícules al mateix Stalin i als seus íntims, com Béria o Molotov. Ivan es converteix així en l'operador de cinema de Stalin, des de 1939 fins a la mort de Stalin.
Viu amb la seva dona en un barri on tenen lloc regularment detencions. La seva dona Anastasia recull així una petita noia jueva els pares de la qual han estat detinguts. Ivan l'ha d'amagar per no tenir problemes.
Explicat des del punt de la vista de Sanshin, heroi compassiu però tràgic que manté la fe en el seu "Cap" malgrat l'arrest dels seus veïns i l'embolic amb la seva filla, l'afer de la seva dona amb el cap de Seguretat Estatal, Lavrenti Béria i la seva decadència tràgica, i les maquinacions mortals dins del Kremlin.

## Repartiment
- Tom Hulce: Ivan Sanshin
- Lolita Davidovich: Anastasia
- Bob Hoskins: Béria
- Aleksandr Zbruyev: Stalin
- Fédor Chaliapine fils: Professor Bartnev
- Bess Meyer: Katya als setze anys
- Aleksandr Filippenko: Major Khitrov

## Premis
La pel·lícula ha estat nominada a la Berlinale de 1992.